# Факторная модель коммуникации Малецке
Факторная модель массовой коммуникации Герберта Малецке — это схема взаимодействия коммуникатора и реципиента через каналы коммуникации, предложенная Гербертом Малецки в 1963 году. Данная модель включает в себя 4 основных элемента при влиянии на процесс коммуникации психологических факторов. Г. Малецке был первым, кто ввёл в обычную схему коммуникации такие элементы, как «давление» и «принуждение», поставив на первое место средство распространения информации и характер взаимодействия 4 элементов модели.

## Суть модели

### Схема модели
Массовая модель коммуникации Герберта Малецке состоит из 4 традиционных элементов:
1. коммуникатор (кто говорит?)
2. сообщение (что говорит?)
3. средство распространения (с помощью какого средства говорит?)
4. реципиент (кому говорит?)

Малецке утверждает, что с помощью этих четырёх элементов создается «поле коммуникативных зависимостей» (по-другому — «коммуникативное поле»). Это особое пространство, создающиеся в процессе передачи информации от информатора к реципиенту и получении обратной реакции относительно передаваемого сообщения. В «поле коммуникационных зависимостей» зависимость берёт свое начало из представления коммуникатора о реципиенте и из представления реципиента о коммуникаторе.
Модель коммуникации Малецке объясняет процесс коммуникации с помощью психологических факторов и является одним из вариантов развития шумовой модели коммуникации Шенона-Уивера при использовании формулы линейной модели коммуникации Гарольда Лассуэла. Малецке отрицает введение пятого элемента в схеме Лассуэла в качестве самостоятельного элемента коммуникационного процесса, придавая «эффекту» лишь фоновое (хотя и колоссальное) значение.

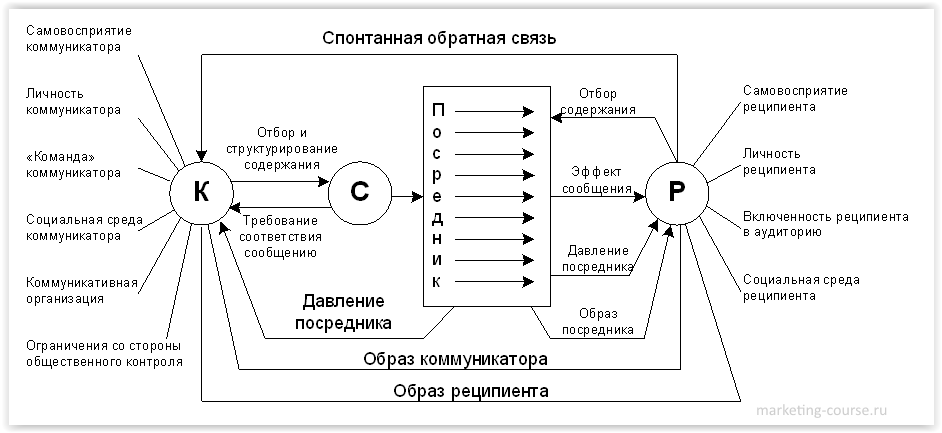
Герхард Малецке - Модель коммуникации.[https://marketing-course.ru/maletzke-model/

### Особенности средства распространения информации
Особенностью схемы коммуникации Г. Малецке является введение таких понятий, как «давление» и «принуждение» при рассмотрении третьего основного элемента схемы — средства распространения (далее — канал коммуникации). Необходимо учитывать также: создаваемый каналом эффект, получение реципиентом социального опыта через передаваемое сообщение, выбор сообщений реципиентом и тд.
Существует 6 характеристик посредника:
1. выбор сообщений реципиентом
2. тип канала коммуникации (печатный, видео, аудио)
3. образ канала коммуникации в глазах реципиента
4. доступ канала к целевому реципиенту
5. социальный контекст получения сообщения
6. отношение транслируемого материала к реальному времени

Г. Малецке был первым, кто придал каналу коммуникации наиболее важное значение, раскрыв его влияние с нескольких сторон.
Образ канала коммуникации наиболее важен, так как он формирует отношение реципиента к получаемой информации. Здесь играют роль престиж и надёжность канала, а также его ответственность за подачу информации.
Выбор сообщений реципиентом осуществляется на основе тех ценностей, которые не чужды человеку. Если сообщение не соответствует мировоззрению реципиента, то он не воспримет никакую информацию даже из достоверного источника. Соответственно, как человек воспринимает себя, таково будет и его отношение к сообщению (например, при просмотре политических новостей либерал будет отвергать мнение консерваторов и их попытку повлиять на него) Малецке включил в свою факторную модель этот факт и то, что на человека с заниженной самооценкой легче влиять, так как у такого человека ещё не сформировалась четкая позиция по отношению к себе.
социальный контекст получения сообщения и отношение транслируемого материала к реальному времени — это элементы, на которые влияет вовлечённость человека в общество. Группа людей, к которой принадлежит реципиент, имеет большую власть над индивидуумом, в том числе и над принятием его решений. Чем сильнее вовлечённость реципиента в группу, тем меньше шансов у канала коммуникации донести до него те ценности, которые не соответствуют ценностям группы (хотя могли бы подойти реципиенту отдельно).
Тип канала коммуникации напрямую влияет на успех получения реципиентом сообщения. Коммуникатор не донесет желаемую информацию или не сможет повлиять на реципиента как надо, если выберет неверный тип канала коммуникации или не сможет сформулировать сообщение так, чтоб оно прошло через ограничения канала коммуникации. Например, ограничение печатной прессы — упор на текст при почти полном отсутствии визуальной составляющей. Радио — исключительно звуковая коммуникация, новости на ТВ — они должны подходить под целостный образ новостной подборки.

### Образ коммуникатора
Образ Коммуникатора в глазах реципиента должен отвечать требованию: наличие доверия к коммуникатору. Также при идентификации коммуникатора в сообщении у реципиента не должно появляться негативное отношение к сообщению.

### Образ реципиента
Реципиент до появления модели Герберта Малецке представлялся не как часть однородной массы, а как общество, имеющее свою структуру. Например, Джона и Матильды Райли в 1959 году предложили исследовать реципиентов по их социальной принадлежности. Однако Герберт Малецке утверждает, что реципиенты — это дисперсная публика, в которой нет ни четкой структуры (она гетерогенна, разнородна), ни организации, ни распределения ролей, ни традиций, как в первичной группе. Дисперсная публика отличается от толпы лишь временным обращением к сообщениям какого-либо СМИ. Следовательно, необходимо модифицировать форму подачи информации, чтоб успешнее воздействовать на целевых реципиентов. В модели Малецке коммуникатор ориентируется на образ конкретного реципиента и присущий ему канал коммуникации, и создает сообщение на базе этого образа.
Реципиент никогда не является изолированным индивидом, он всегда находится в многочисленных общесоциальных отношениях с окружающим миром. С другой стороны, обращаясь к сообщению, он становится членом дисперсной публики.

## Психологический фактор
В массовой коммуникации, где психологический фактор — неотъемлемая часть, сообщение попадает к реципиенту всегда только через один из каналов коммуникации, и любой из этих каналов вызывает модификации процессов восприятия и переживания у реципиента. Как следствие, изменяется и эффект сообщения. СМИ предлагают реципиенту чрезвычайно большой выбор сообщений, из которых он выбирает лишь некоторые и подвергается их воздействию. Таким образом реципиент сам определяет объём и характер сообщений, а также благодаря самоидентификации определяет степень воздействия сообщения на него.
Элементы «давление» и «принуждение» существуют между реципиентом и каналом коммуникации, а также между коммуникатором и сообщением:
1. коммуникатор давит на сообщения при их создании, добиваясь необходимого эффекта, Коммуникатор испытывает на себе давление каналов коммуникаций через их ограничения при пропуске сообщений (коммуникатору приходится модернизировать сообщения под формат канала коммуникации). Коммуникатор оказывает давление на каналы коммуникации для получения необходимого результата при попадании сообщения к реципиенту. Наконец, коммуникатор «давит» на реципиента, пытаясь «заставить» его воспринять позитивно информацию.
2. реципиент испытывает давление со стороны коммуникатора при получении от него сообщения.

Будучи «публицистом», отмечает Малецке, коммуникатор производит и распространяет публичное сообщение, поэтому он вынужден считаться с мнениями и взглядами, нормами и правилами своего времени. Таким образом, коммуникатор подвержен «давлению» со стороны общественности. При этом Малецке не отождествляет общественность с «дисперсной публикой», относя к общественности «широкие и влиятельные круги», которые «чувствительно реагируют на сообщения».

## Оценка
Считается, что модель Малецке суммирует все социально-психологические исследования в области массовой коммуникации. Основная роль, по оценкам, отводится принципу детерминизма: уникальное сочетание факторов, сложившееся в данный момент в звене коммуникатора, порождает четко (ими) заданное коммуникативное поведение, которое накладывается на ситуацию в звене получателя и влечет закономерные, предсказуемые последствия. Фатальная предопределенность этой цепочки противопоставляется предыдущим растяжимым схемам вероятностных моделей, допускающих множество последствий и оставляющих право участникам коммуникации поступить вопреки указательным стрелкам схем, регламентирующих их ролевое поведение.
Предопределенность — ценное качество модели, позволяющее прогнозировать исход коммуникативной ситуации и управлять ею.